# Финляндский 5-й стрелковый полк
5-й Финляндский стрелковый полк
Старшинство — 27 марта 1811 года. 
Полковой праздник — 26 ноября.
Место постоянной дислокации — г. Санкт-Михель

## История
5-й Финляндский стрелковый полк сформирован 20 декабря 1901 года из половины 1-го Финляндского стрелкового полка.
Входил во 2-ю Финляндскую стрелковую бригаду.

## Командиры
- 31.12.1901 — 09.02.1907 — полковник Воропанов, Николай Николаевич
- 30.11.1908 — 03.02.1913 — генерал-майор Пигулевский, Михаил Фавстович
- 13.02.1913 — 16.03.1916 — полковник Шиллинг, Николай Николаевич
- 12.05.1917 — ? — полковник Гейнце, Отто Августович

## Знаки различия
| Описание     | Знаки различия по состоянию на 1904—1907 гг. | Знаки различия по состоянию на 1904—1907 гг. | Знаки различия по состоянию на 1904—1907 гг. | Знаки различия по состоянию на 1904—1907 гг. | Знаки различия по состоянию на 1904—1907 гг. | Знаки различия по состоянию на 1904—1907 гг. | Знаки различия по состоянию на 1904—1907 гг. | Знаки различия по состоянию на 1904—1907 гг. |
| ------------ | -------------------------------------------- | -------------------------------------------- | -------------------------------------------- | -------------------------------------------- | -------------------------------------------- | -------------------------------------------- | -------------------------------------------- | -------------------------------------------- |
| Погоны       |                                              |                                              |                                              |                                              |                                              |                                              |                                              |                                              |
| Классный чин | Полковник                                    | Подполко́вник                                 | Капитан                                      | Штабс-капитан                                | Пору́чик                                      | Подпору́чик                                   | Прапорщик                                    |                                              |
| Группа       | Штаб-офицеры                                 | Штаб-офицеры                                 | Обер-офицеры                                 | Обер-офицеры                                 | Обер-офицеры                                 | Обер-офицеры                                 | Обер-офицеры                                 | Обер-офицеры                                 |

## Люди связанные с  полком
- Садовский, Семён Леонидович
- Свистунов, Гавриил Дмитриевич